# Phelsuma kochi
Espèce
Synonymes
- Phelsuma madagascariensis kochi Mertens, 1954

Statut de conservation UICN

 LC  : Préoccupation mineure
Statut CITES
Phelsuma kochi est une espèce de geckos de la famille des Gekkonidae.

## Répartition
Cette espèce est endémique de la région de Boeny de Madagascar.

## Étymologie
Cette espèce est nommée en l'honneur de Carl Ludwig Koch.

## Publication originale
- Mertens, 1954 : Studien über die Reptilienfauna Madagaskars II. Eine neue Rasse von Phelsuma madagascariensis. Senckenbergiana Biologica, vol. 35, p. 13-16.